# Giuseppe Parisi
Le marquis Giuseppe Ruggiero Parisi, né à Moliterno le 27 mars 1745 et mort à Naples le 14 mai 1831, était un général napolitain, ministre de la guerre et chef d'état major de l'Armée des Deux-Siciles. Il est également le fondateur de l'école militaire Nunziatella de Naples.

## Biographie

### Ses débuts dans la carrière militaire
Fils du marquis Domenico Parisi et de Margherita Porcellini de Stigliano, également noble. Il fit des études de mathématiques , physique et astronomie chez son oncle Angiolo Parisi, qui lui permit de fréquenter Antonio Genovesi et Mario Pagano à Naples .
En 1764, il entame une carrière militaire et entre au 1er régiment d' infanterie de la brigade "Calabria" puis au cours académique d'artillerie et de génie. En 1771 , il obtient le poste d'ingénieur du génie militaire et le grade de lieutenant .
De 1774 à 1781, il devient professeur à l'Académie royale du bataillon Ferdinandeo, puis est envoyé à Vienne où il se perfectionne dans ses études en architecture militaire. Durant cette période, il obtint les grades de major, puis de lieutenant colonel , avec lesquels il fut rappelé à Naples à l'école militaire de Paggeria en 1787 .

### La fondation de la "Nunziatella"
La même année, il entame la transformation de l'académie militaire royale de Paggeria, baptisée " Nunziatella ", qui, sous le commandement de Domenico della Leonessa, ouvre ses portes le 18 novembre 1787 et qui obtient rapidement une bonne réputation en Europe .
En 1790 , Parisi est nommé commandant en exercice de l'Accademia della Nunziatella et occupe ce poste jusqu'en 1797, date à laquelle il s'en retire avec le grade de major général .
Parmi les autres postes occupés par Parisi, signalons la présidence du Conseil d’État pour la section Guerre et Marine et la tâche des fortifications du Royaume.

### Les charges politiques
Avec Florestano Pepe et Davide Winspeare , il a participé à la rédaction de la Constitution, permettant au Roi la convocation des collèges et l'élection des députés .
En décembre 1820, il est nommé ministre de la Guerre et occupe ce poste jusqu'en mars 1821 , date à laquelle il prend sa retraite avec le rang de lieutenant général (aujourd'hui chef d'état-major ).

## Anecdotes
- Arturo Parisi , arrière-petit-fils de Giuseppe Parisi, était élève de l'école militaire Nunziatella et a ensuite été nommé ministre de la Défense de la République italienne .
- Sa nièce Raffaella a épousé Giustino Fortunato , futur Premier ministre du royaume des Deux-Siciles et grand-oncle du méridionaliste éponyme. Le couple a eu trois enfants: deux garçons (décédés prématurément) et une fille.
- Il a épousé Maria Antonia Vignales et a vécu à Naples dans la Strada Ponte di Chiaia n. 39.
- À Naples, la route qui passe devant l'école militaire Nunziatella lui est dédiée.